# Lucrécia Donati
Lucrécia Donati (em italiano:  Lucrezia; Florença, antes de 1447 – Florença, 1501) foi uma nobre florentina, mais conhecida por ter sido amante de Lourenço de Médici.

## Família
Lucrécia era a filha mais nova de Mano Donati e de Catarina Bardi, uma nobre florentina, que era a última descendente de sua família. 

## Biografia
Lucrécia tornou-se amante de Lourenço, futuro senhor de Florença, a partir de 1461, no que era um amor platônico, até que ele se casasse com Clarice Orsini, em 1469. Ela quase tornou-se uma freira, mas precisou abandonar o convento aonde tinha ingressado (a fim de pagar uma promessa por conta de ter se curado da peste negra), devido à paixão. 
Em 1486, Lourenço relembrou dos poemas que havia escrito para a antiga amante quando ele tinha 16 anos no poema Corinto. Ele também colocou a imagem de Lucrécia, pintada por del Verrochio, nas bandeiras de suas cavalarias e, durante um torneio, resolve expor sua declaração.
Graças também à intercessão da família Médici e de Lourenço, Lucrécia casou-se com o comerciante florentino Nicolau Ardinghelli, 17 anos mais velho do que a esposa. Com ele teve um filho, Pedro. Nicolau faleceu no exílio, em 1496.
Lucrécia morreu em 1501, com cerca de 54 anos, cinco anos após a morte do marido, e nove anos após a morte de Lourenço.

## Na cultura popular

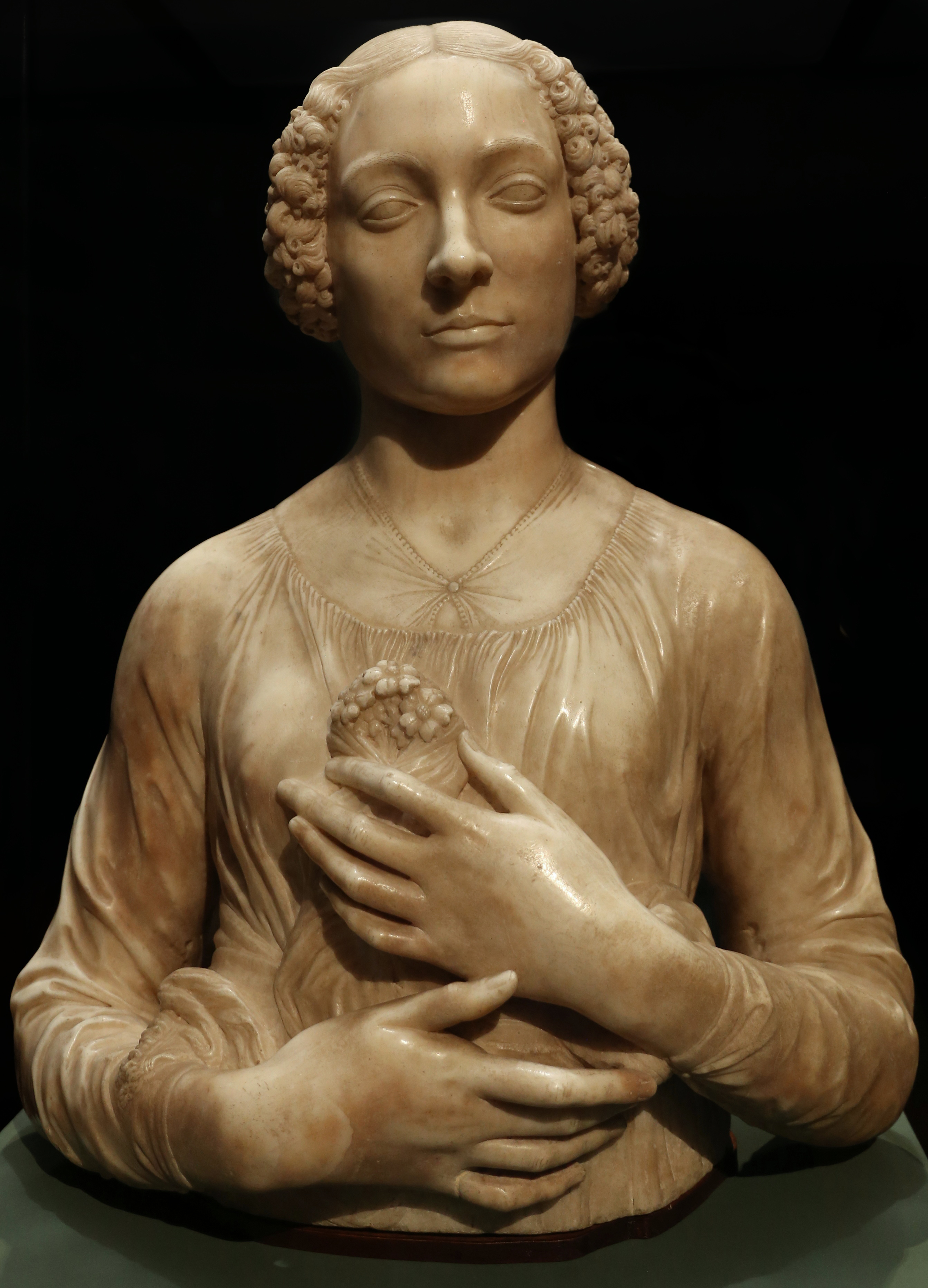
Dama col mazzolino de Verrocchio.

- A identidade da mulher na escultura de mármore Dama col mazzolino de Andrea del Verrocchio talvez seja de Lucrécia;[4]
- A mulher representada na pintura Fortezza de Sandro Botticelli pode ser Lucrécia;[5][1]
- Ela é interpretada pela atriz inglesa Laura Haddock na série de televisão, Da Vinci's Demons;
- Ela é interpretada pela atriz italiana Alessandra Mastronardi na série de televisão, Medici: Masters of Florence.